# Cangaço
Pour les articles homonymes, voir Cangaceiro (homonymie).
Le cangaço est le nom donné à une forme de banditisme dans la région Nord-Est du Brésil, du milieu du XIXe siècle au début du XXe siècle. Dans cette région aride et très difficile à cultiver (le sertão), les rapports sociaux sont particulièrement durs et les inégalités plus criantes qu'ailleurs. 
Dans une forme de révolte contre la domination des propriétaires terriens et le gouvernement, beaucoup d'hommes et de femmes décident de devenir des bandits nomades (les cangaçeiros), errant dans les grandes étendues de l'arrière-pays, cherchant de l'argent, de la nourriture, dans un esprit de vengeance.

## Origines

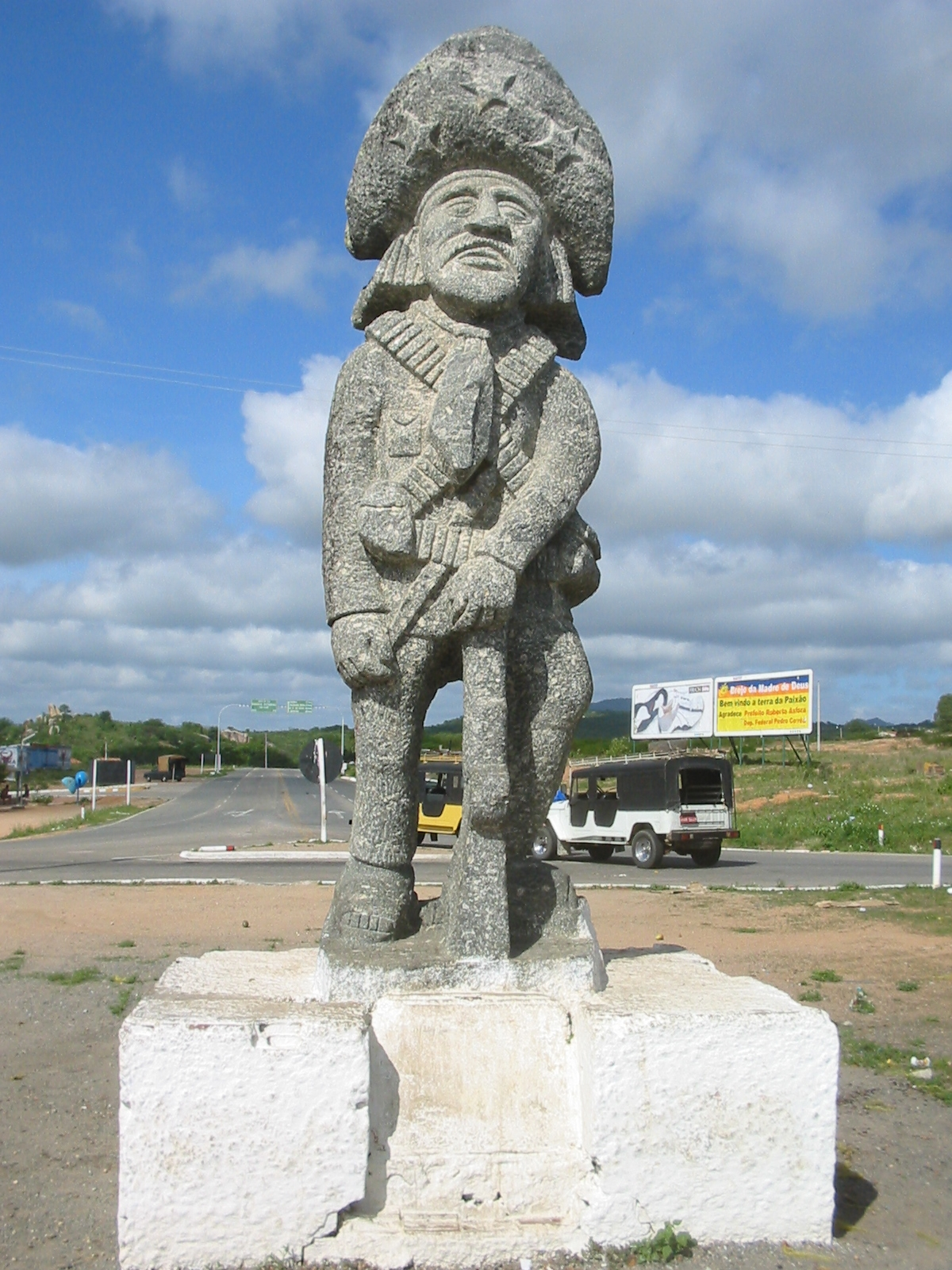
Statue représentant un cangaçeiro, à Brejo da Madre de Deus, dans l'État de Pernambouc.

Selon l'historien Eric Hobsbawn, théoricien du banditisme social dans lequel il inclut les cangaçeiros, « la grande époque du cangaço brésilien commence avec les sécheresses meurtrières de 1877-1878 et atteint son paroxysme quantitatif avec celle de 1919 ».
En 1834, le terme cangaçeiro était déjà utilisé pour se référer à des bandes de paysans pauvres qui habitaient dans les étendues désertiques du nord du Brésil, portant des vêtements et des chapeaux en cuir, et des armes telles que des carabines, des revolvers, des fusils, ou des couteaux longs et étroits (les peixeiras). Cangaçeiro était une expression péjorative, désignant une personne qui ne pouvait pas s'adapter à la vie des régions développées du littoral. 
À cette époque, dans cette région, il y avait deux groupes principaux de bandits armés peu organisés. Les jagounços étaient des mercenaires travaillant pour quiconque payait le prix, généralement des propriétaires fonciers qui voulaient protéger ou étendre leurs limites territoriales, ou faisant face à des ouvriers agricoles. 
Le deuxième groupe, les cangaçeiros, était dans une certaine mesure soutenu par la partie la plus pauvre de la population : ces bandits avaient adopté certains comportements bénéfiques, tels que des actes de charité, le rachat de biens à des prix plus élevés ou des fêtes gratuites. En échange, la population leur fournissait des abris et de la nourriture, et leur donnait des informations qui leur permettaient d'échapper aux forces de police (les volantes) envoyées par le gouvernement pour les arrêter. 
On appelait coiteiros ces personnes qui aidaient les cangaçeiros. Leurs motivations étaient multiples : ils pouvaient être proches d'un cangaçeiro (famille, amis, ex-voisins), ou ils voyaient un intérêt dans le développement d'un pouvoir rebelle, ou encore ils avaient tout simplement peur d'eux. Eric Hobsbawn écrit : « Parmi les cangaçeiros du Nordeste brésilien, certains, comme le grand Antonio Silvino (1875-1944, chef de bandits de 1896 à 1914), sont surtout célèbres pour leurs bonnes actions, d’autres, comme Rio Preto, pour leur cruauté. Cependant, de façon générale, l’« image » du cangaçeiro combine les deux éléments. »

## Répression
Les volantes étaient une troupe formées de petites bandes (environ 20 à 60 hommes) envoyées par chaque État de la république fédérale du Brésil, et formées par les agences gouvernementales des forces de l'ordre, dont la mission était de localiser et anéantir les cangaçeiros. Les cangaçeiros leur avaient donné le surnom de « singes » (macaco), à cause de leurs uniformes marron et leur obéissance absolue aux ordres. 
Certains de ces policiers portaient un équipement très moderne pour l'époque, dont des mitrailleuses Hotchkiss, que les cangaçeiros ont rapidement appris à craindre, mais étaient toujours prêts à voler pour leur propre usage.

## Le style descangaçeiros
Le cangaceiro avait des idées bien précises sur la façon de se comporter et de s'habiller. La plupart d'entre eux savaient assez bien coudre. Vivant dans les terres désertiques du Nordeste, ils devaient survivre au milieu des buissons d'épineux secs (la caatinga). Mais malgré la chaleur de la journée, les cangaçeiros préféraient porter des vêtements en cuir, ornés de toutes sortes de rubans colorés et de morceaux de métal. 
Ils utilisaient également des gants en cuir avec des pièces de monnaie et d'autres pièces de métal cousues, un peu comme une armure. En raison de la chaleur et de l'absence d'eau, certains cangaçeiros s'aspergeaient de parfums, souvent de qualité car volés dans les maisons des riches.

## Les armes descangaçeiros
Les armes des cangaçeiros, souvent volées à la police, étaient essentiellement des revolvers, des fusils de chasse, et ce qu'ils appelaient pára belo. Tout comme macaco (« le singe »), belo (« le beau ») était un autre terme d'argot pour désigner les policiers. Ainsi, des pistolets et des carabines de type Winchester étaient appelés para belo (littéralement « pour les beaux », mais ce nom pourrait aussi être dérivé de l'expression latine Para bellum, qui signifie « se préparer à la guerre » et faisait aussi référence au pistolet allemand Luger équipant les troupes brésiliennes.).[style à revoir]
Les cangaçeiros ont également rendu célèbre le peixera, un couteau mince, servant initialement à nettoyer les poissons, qu'ils utilisaient aussi pour torturer ou couper la gorge de leurs victimes.

## Lampião, un héros populaire

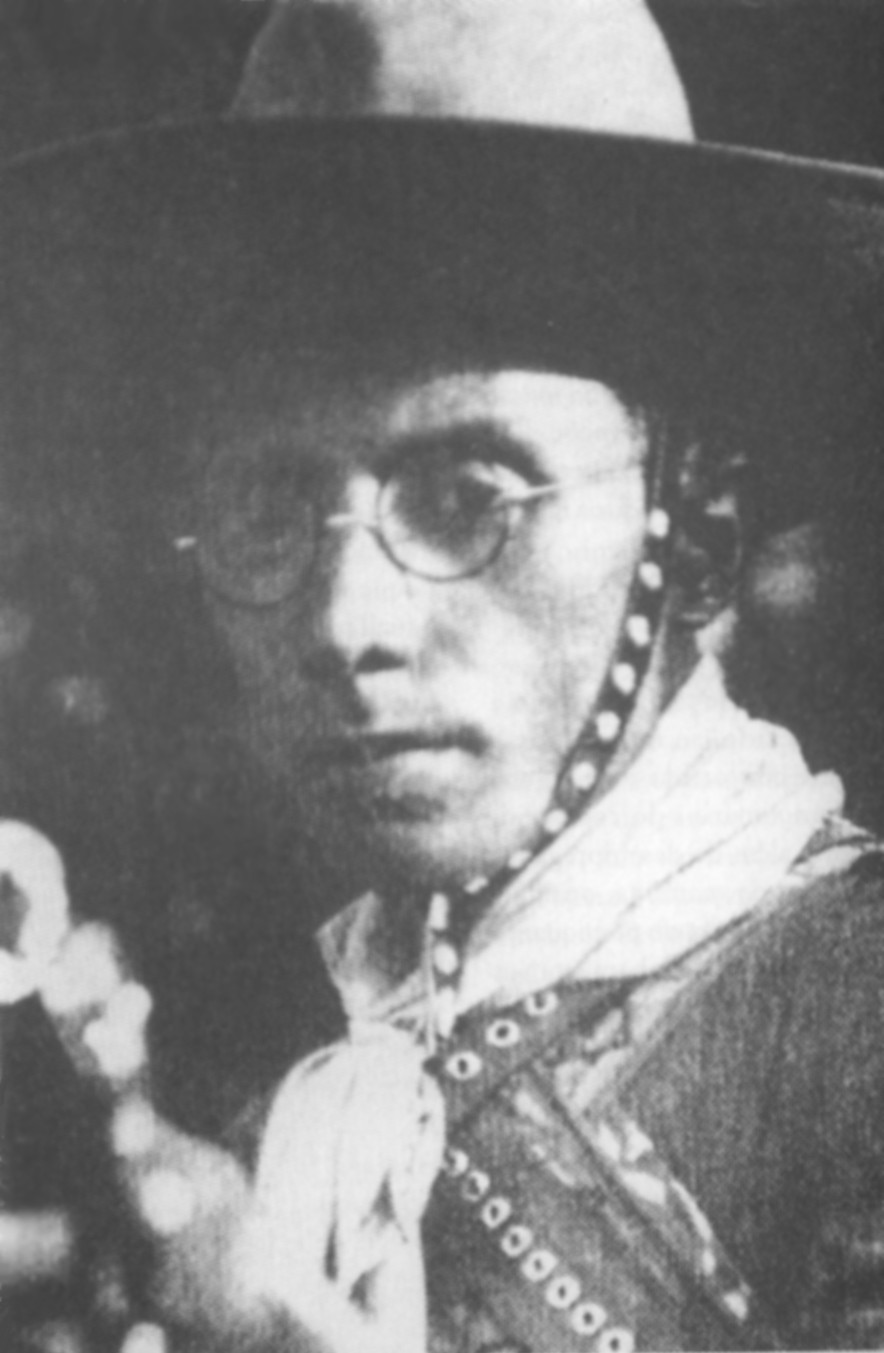
Virgulino Ferreira da Silva, dit Lampião.

Le cangaçeiro le plus célèbre, celui qui est souvent associé à toute l'histoire entière du cangaço, était un homme appelé Virgulino Ferreira da Silva, plus connu sous le nom de Lampião. Né en 1897 dans le village de Serra Talhada (dans l'État de Pernambouc), il a commencé sa « carrière » vers l'âge de 20 ans, alors qu'il était artisan du cuir, à cause d'une vendetta entre deux familles : les Pereira et les Nogueira-Carvalho. Son père, un modeste paysan, fut abattu par la police au cours de ce conflit. Certains de ses frères s'enfuirent sauf trois qui suivirent Virgulino qui, fou de rage, avait choisi le cangaço (« la vendetta représente presque invariablement le point de départ de la carrière d’un cangaçeiro brésilien », affirme Eric Hobsbawn).
Lampião savait lire et écrire et portait des lunettes, chose assez rare dans les régions pauvres de l'intérieur du Nord-Est brésilien. Considéré comme un mélange de héros et de bandit, Lampião, surnommé « le seigneur du Sertão » (Senhor do Sertão) ou « le roi du Cangaço » (O Rei do Cangaço), est devenu l'une des icônes populaires les plus représentées du Brésil. Au cours de l'une de ses errances, il se maria dans l'État de Bahia, avec Maria Bonita. Sa bande de cangaçeiros, qui voyagea pendant près de 19 ans, ne compta jamais plus de 50 hommes armés et à cheval.

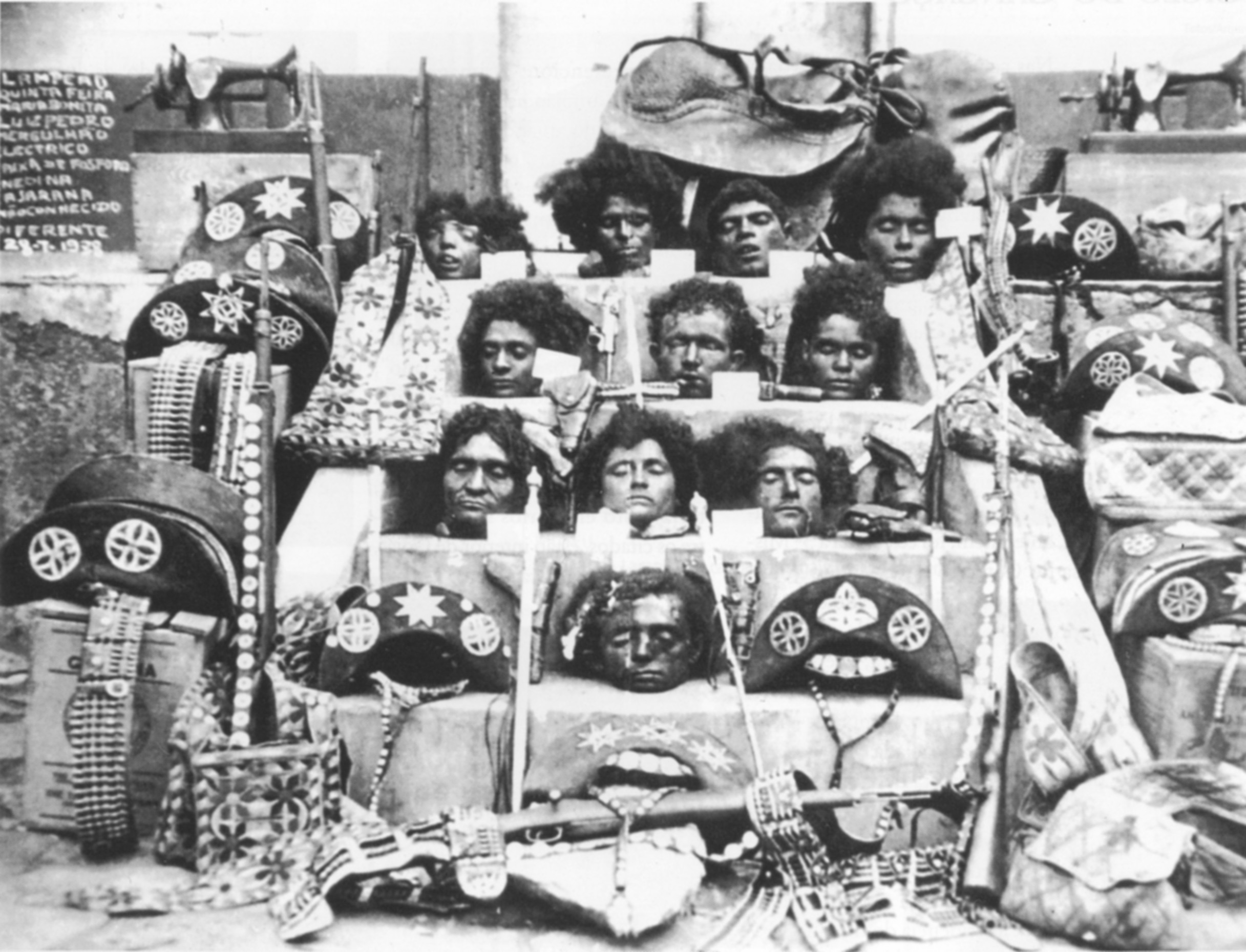
Les têtes des cangaceiro de la bande de Lampião exposées par la police.

Lampião fut tué par la police en 1938, dans un lieu situé à la frontière des États de Bahia et d'Alagoas, quand un indicateur donna l'emplacement de leur campement à la police. Une attaque massive se termina dans le sang, et l'ensemble du groupe, soit dix personnes, dont Lampião et sa femme, fut tué. Leurs têtes furent coupées et exposées en place publique.

## La légende
Le dernier cangaçeiro reconnu, Corisco, fut abattu en 1940 à Barra do Mendes, dans l'État de Bahia.  
Les récits populaires mettant en scène des cangaçeiros, déjà nombreux au début du siècle[Lequel ?], se multiplient avec les morts de Lampião, de Corusco et de Corisco, inspirant en premier lieu les poètes populaires nordestinos, qui immortalisent leurs prouesses à travers un genre de chansons de geste, le cordel, interprété sur les marchés et les foires.
Les cangaçeiros, idéalisés, furent ensuite le sujet d'innombrables contes, livres, brochures, chansons, films, et d'un certain nombre de feuilletons télévisés, avec tous les éléments du drame et de la passion que l'on retrouve dans les telenovelas et auxquels s'ajoutent la violence typique du « Far West » brésilien. Ils sont, par exemple, un des sujets du roman du célèbre écrivain Jorge Amado Les chemins de la faim (Seara Vermelha), publié en 1946.
Pour de nombreux Brésiliens, les cangaçeiros sont des héros du folklore brésilien, sortes de Robin des Bois à la tête d'une révolte paysanne contre la toute-puissance des gros propriétaires terriens de la région (les coronels). Lampião est toujours, aujourd'hui, le plus célèbre de ces nombreux bandits qui infestaient l'arrière-pays pauvre du Nord-Est. Il a par exemple été mentionné dans les paroles de Ratamahatta, la chanson du groupe de métal brésilien Sepultura, sur leur album Roots.
Eric Hobsbawn souligne que l'évolution au Brésil a été l'inverse de celle de la Colombie, où dans le contexte de la guerre civile, le bandit a perdu son aura mythique. Selon lui, « au fil du temps, [le cangaçeiro] a perdu l’essentiel de l’ambiguïté qui le caractérisait et s’est progressivement conformé à l’image idéale du bandit social. Le cangaçeiro a fini par devenir le symbole des vertus indigènes et l’incarnation de l’indépendance nationale. »
En dehors du Brésil, le dessinateur de bande dessinée italien Hugo Pratt met en scène un cangaçeiro fictif nommé Tir-Fixe dans une aventure de Corto Maltese parue dans l'album Sous le signe du Capricorne en 1979. Il met en scène un dénommé Corisco dans La Macumba du gringo (1978). 
En 1997, le dessinateur Hermann Huppen publie Caatinga, une bande dessinée sur les cangaçeiros, qui se situe dans les années 1930.
En France, au début des années 1980, Os Cangaceiros, un groupe anarchiste de la mouvance autonome, revendique explicitement la référence au banditisme social brésilien.
Frances de Pontes Peebles, écrivain américaine d'origine brésilienne, a écrit un roman sorti en 2008, La Couturière. L'action se situe dans le Nord du Brésil dans les années 1930. Deux sœurs orphelines sont élevées par leur tante ; un jour l'une d'entre elles est enlevée par des cangaceiros.
Danilo Beyruth (pt), lui aussi dessinateur de BD brésilien, publie Bando de Dois, histoire de deux cangaceiros, les deux seuls survivants d'une bande prise en embuscade par la police. Elle raconte les motivations de la vengeance de chacun d'eux.

## Filmographie
Plusieurs films ont illustré les « exploits » des cangaceiros, parmi lesquels :
- O Cangaceiro, de Lima Barreto, 1953.
- A Morte Comanda o Cangaço, de Walter Guimarães Motta, 1961.
- Le Dieu noir et le Diable blond (Deus e o Diabo na Terra do Sol), de Glauber Rocha, 1963.
- Antonio Das Mortes (O Dragão da Maldade Contra o Santo Guerreiro), de Glauber Rocha, 1968
- Baile Perfumado, de Paulo Caldas et Lírio Ferreira, 1997.
- Lampião, mort ou vif !, de Philippe Coudrin, Documentaire, 2006.